# Nämndhuset, Örebro

Nämndhuset i Örebro har adress Vasastrand 11-13. Staden, som var i stark utveckling, behövde nya lokaler för sin förvaltning, och det gamla rådhuset räckte inte längre till. Man anlitade därför stadsarkitekten Georg Arn för att ta fram ritningar. År 1934 stod byggnaden klar. Den är byggd i stilen nordisk klassicism.
Idag har bl.a. Ernst & Young lokaler här.

## Bilder

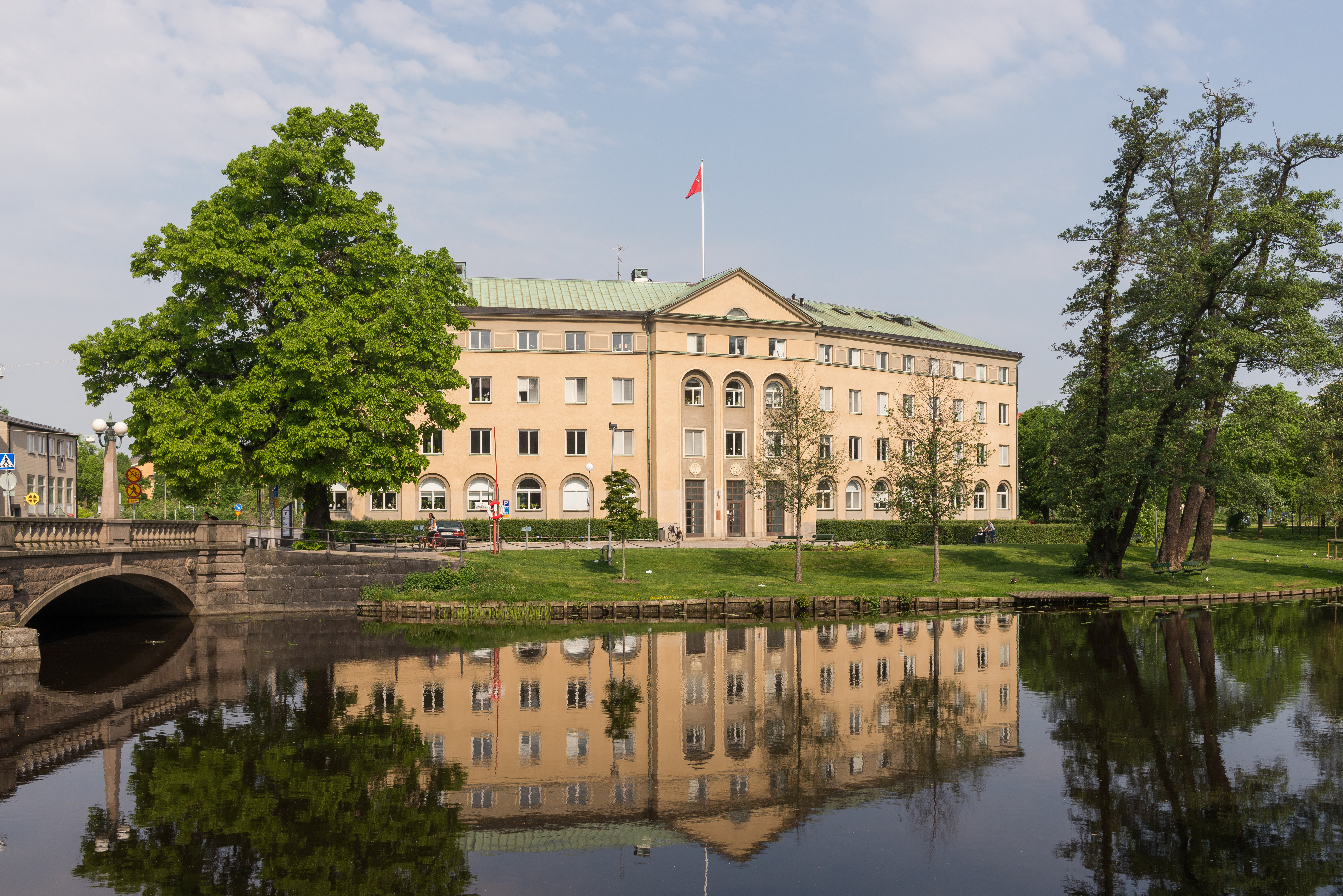
Byggnaden 2014 med Svartån i förgrunden.
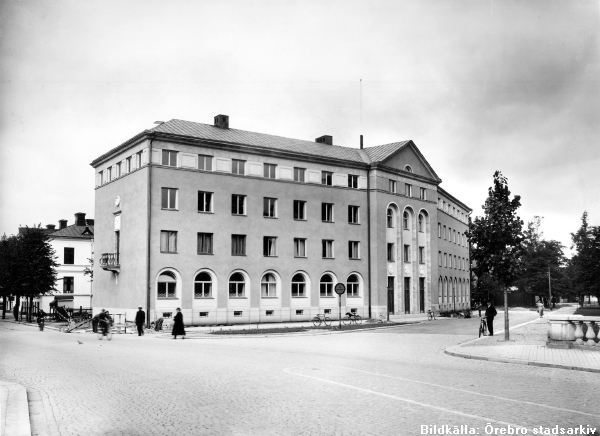
Huset 1935. Bildkälla: Örebro stadsarkiv / Sam Lindskog.
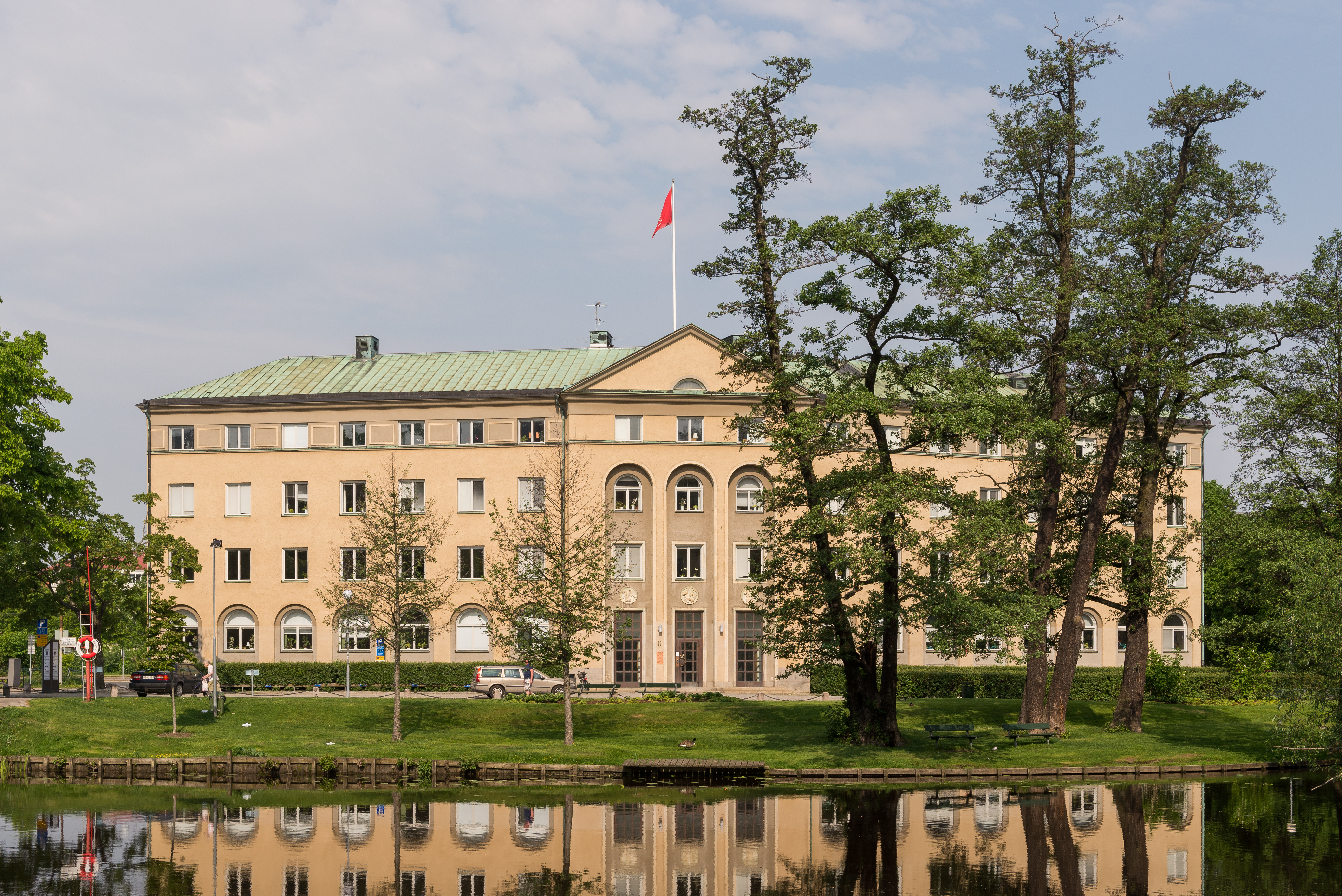
Fasaden 2014.